# Djadkowytschi (Riwne)
Djadkowytschi (ukrainisch Дядьковичі; russisch Дядьковичи/Djadkowitschi, polnisch Dziatkiewicze, Dziatkowicze oder älter Diatkowicze) ist ein Dorf in der Westukraine etwa 13 Kilometer westlich der Rajons- und Oblasthauptstadt Riwne am Flüsschen Ustja (Устя) gelegen.

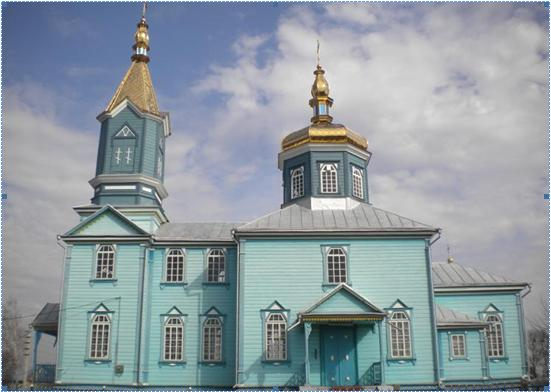
Kirche im Ort

## Geschichte
Der Ort wird 1467 zum ersten Mal schriftlich erwähnt, erhielt zu diesem Zeitpunkt bereits das Magdeburger Stadtrecht und gehörte bis 1793 in der Woiwodschaft Wolhynien zur Adelsrepublik Polen-Litauen. Mit den Teilungen Polens fiel der Ort an das Russische Reich und lag bis zum Ende des Ersten Weltkriegs im Gouvernement Wolhynien.
Nach dem Ersten Weltkrieg kam der Ort zu Polen (in die Woiwodschaft Wolhynien, Powiat Równe, Gmina Dziatkiewicze), im Zweiten Weltkrieg wurde er zwischen 1939 und 1941 von der Sowjetunion besetzt. Nach dem Überfall auf die Sowjetunion im Juni 1941 wurde er dann bis 1944 von Deutschland besetzt, dies gliederte den Ort in das Reichskommissariat Ukraine in den Generalbezirk Brest-Litowsk/Wolhynien-Podolien, Kreisgebiet Rowno.
Nach dem Krieg wurde der Ort der Sowjetunion zugeschlagen. Dort kam das Dorf zur Ukrainischen SSR und seit 1991 ist es ein Teil der heutigen Ukraine.

## Verwaltungsgliederung
Am 27. Juli 2018 wurde das Dorf zum Zentrum der neugegründeten Landgemeinde Djadkowytschi (Дядьковицька сільська громада Djadkowyzka silska hromada). Zu dieser zählen noch die 16 in der untenstehenden Tabelle aufgelisteten Dörfer, bis dahin bildete es zusammen mit dem Dorf Mylostiw die Landratsgemeinde Djadkowytschi (Дядьковицька сільська рада/Djadkowyzka silska rada) im Südwesten des Rajons Riwne.
Folgende Orte sind neben dem Hauptort Djadkowytschi Teil der Gemeinde:
| Name                     | Name           | Name                             | Name                  | Name |
| ukrainisch transkribiert | ukrainisch     | russisch                         | polnisch              |      |
| ------------------------ | -------------- | -------------------------------- | --------------------- | ---- |
| Dworowytschi             | Дворовичі      | Дворовичи (Dworowitschi)         | Nowosiółki            |      |
| Humennyky                | Гуменники      | Гуменники (Gumenniki)            | Humienniki            |      |
| Iwanytschi               | Іваничі        | Иваничи (Iwanitschi)             | Janiewicze            |      |
| Jassynytschi             | Ясининичі      | Ясининичи (Jassinitschi)         | Jasieniewicze         |      |
| Krywytschi               | Кривичі        | Кривичи (Kriwitschi)             | Krzywicze             |      |
| Makoterty                | Макотерти      | Макотерты                        | Makoterty             |      |
| Malyj Schpakiw           | Малий Шпаків   | Малый Шпаков (Maly Schpakow)     | Szpaków Mały          |      |
| Mylostiw                 | Милостів       | Милостов (Milostow)              | Miłostów              |      |
| Peredily                 | Переділи       | Переделы (Peredely)              | Perdzieły, Peredzieły |      |
| Peressopnyzja            | Пересопниця    | Пересопница (Peressopniza)       | Peresopnica           |      |
| Pidhirzi                 | Підгірці       | Подгорцы (Podgorzy)              | Podhorce              |      |
| Ploska                   | Плоска         | Плоская (Ploskaja)               | Płoska                |      |
| Sarizk                   | Заріцьк        | Зарецк (Sarezk)                  | Zarzyck               |      |
| Schostakiw               | Шостаків       | Шестаков (Schestakow)            | Szostaków             |      |
| Welykyj Schpakiw         | Великий Шпаків | Великий Шпаков (Weliki Schpakow) | Szpaków Wielki        |      |
| Werchiwsk                | Верхівськ      | Верховск (Werchowsk)             | Wierzchowsk           |      |